# ヨランダ・ネフ
ヨランダ・ネフ（Jolanda Neff、1993年1月5日 - ）は、スイス出身の女子自転車競技（マウンテンバイク・クロスカントリー(XC)およびロード）選手。2014年、2015年のマウンテンバイクワールドカップ・クロスカントリーチャンピオン

## 主な戦歴
- マウンテンバイク世界選手権
  - 2011年 4位 クロスカントリー ジュニア  シャンペリ
  - 2012年  優勝 クロスカントリー U23  ザールフェルデン
  - 2013年  優勝 クロスカントリー U23  ピーターマリッツバーグ
  - 2014年  優勝 クロスカントリー U23 /  2位 チームリレー  ハーフィエル
  - 2015年 9位 クロスカントリー  ヴァルノード
  - 2016年 8位 クロスカントリー  ノヴェ・メスト

- マウンテンバイク世界選手権クロスカントリーエリミネーター
  - 2012年  2位 クロスカントリーエリミネーター  ザールフェルデン
  - 2013年  2位 クロスカントリーエリミネーター  ピーターマリッツバーグ

- マウンテンバイク世界選手権マラソン
  - 2015年  2位 クロスカントリーマラソン  ドロミテ
  - 2016年  優勝 クロスカントリーマラソン  ドロミテ

- UCIマウンテンバイクワールドカップ
  - 2012年 総合3位 クロスカントリー U23
    - #3  優勝  ノヴェー・ムニェスト・ナ・モラヴィエ
    - #6  優勝  ウィンダム
    - #7  優勝  ヴァル＝ディゼール

  - 2013年 総合6位 クロスカントリー 
    - #1 8位  アルプシュタット
    - #2 14位  ノヴェー・ムニェスト・ナ・モラヴィエ
    - #3 14位  ヴァル・ディ・ソーレ
    - #4 7位  ヴァルノード
    - #5 7位  モン・サンタンヌ
    - #6 9位  ハーフィエル

  - 2014年  総合優勝 クロスカントリー [3]
    - #1  優勝  ピーターマリッツバーグ
    - #2 9位  ケアンズ
    - #3 5位  ノヴェー・ムニェスト・ナ・モラヴィエ
    - #4  3位  アルプシュタット
    - #5  優勝  モン・サンタンヌ
    - #6 4位  ウィンダム
    - #7  優勝  メリベル

  - 2015年  総合優勝 クロスカントリー
    - #1  優勝  ノヴェー・ムニェスト・ナ・モラヴィエ [4]
    - #2  優勝  アルプシュタット
    - #3 4位  レンツァーハイデ
    - #4  優勝  モン・サンタンヌ
    - #5  2位	 ウィンダム
    - #6  2位  ヴァル・ディ・ソーレ

- 欧州大陸選手権
  - 2012年  優勝 クロスカントリー  U23  モスクワ
  - 2013年 4位 クロスカントリー  U23  ベルン
  - 2014年  2位 クロスカントリー U23  ザンクト・ヴェンデル
  - 2015年  優勝 クロスカントリー  ラモザノ
  - 2015年  2位 クロスカントリーマラソン  ジンゲン

- ヨーロッパ競技大会
  - 2015年  優勝  バク クロスカントリー

- スイス国内選手権
  - 2012年  優勝 クロスカントリー U23 バルガッハ
  - 2013年  優勝 クロスカントリー U23 レンツァーハイデ
  - 2014年  優勝 クロスカントリー ロストルフ
  - 2015年  3位 クロスカントリー シュタインマート

- 2013年
  - 世界選手権自転車競技大会ロードレース 29位